# Шерали, Лоик
Ло́ик Шера́ли (тадж. Лоиқ Шералӣ, перс. لائق شیرعلی‎; 20 мая 1941, Мазори-Шариф, Пенджикентский район, Ленинабадская область, Таджикская ССР — 30 июня 2000, Душанбе, Таджикистан) — таджикский поэт, иранист и одна из основных фигур таджикско-персидской литературы Таджикистана и Центральной Азии.

## Биография
Лоик Шерали родился 20 мая 1941 года в селе Мазори-Шариф, Пенджикентский район, Ленинабадская область, Таджикская ССР. Лоик закончил только 7 классов средней школы, ибо достоверно известно, что он окончил педагогическое училище, затем поступил в институт учителей начальных классов педагогического университета. Спустя некоторое время он понимает, что необходимо учиться на филологическом факультете, чтобы знать историю своей литературы, пути её развития и современные тенденции в ней, знать лексикографию и языкознание. Он попросил руководство института перевести его на филологический факультет Душанбинского педагогического института. Носирджон Масуми, который в то время был ректором Душанбинского педагогического института, обладая полномочиями для этого, выполнил желание Лоика.
Своё первое взрослое стихотворение Лоик опубликовал ещё в студенческую пору. Оно называлось «Имя», и было опубликовано в журнале «Садои Шарк»(«Голос Востока»), когда он был студентом второго курса Педагогического института. Из стихотворений и воспоминаний поэта и близких ему людей можно понять, что с самого детства на личность Лоика оказывали влияние различные люди, их влияние на формирование и развитие личностных качеств поэта были потом отражены в его произведениях.
Однако, прежде всего это, произведения, которые Лоик прочитал в детстве, самобытность и внешние факторы, наложившие свой отпечаток на всех этапах его последующей жизни, та самобытность, которая определяет его человеческую личность и творческий авторитет, состояла из твёрдости характера и здорового духа, справедливости, любви к Родине и свободе. Влияние Фирдоуси, Хайяма и Мавлана Джалал ад-Дина Балхи очевидны в работах поэта. Лоик подчёркивает «если бы не Мирзо Турсунзаде, то я остался бы неизвестным, не только как поэт, но и как человек. Не было бы Турсунзаде, не было бы и меня».

## Творчество
В своей поэтической деятельности Лоик очень серьезно относился к творческим новациям, особенно в области художественной формы и содержания. Цикл стихотворений, которые мы считаем лучшей частью его творчества, назван поэтом очень просто «Вдохновение от Шахнаме». Стихотворения  «Чаша Хайяма», «Сто газелей» («Упражнение в газелях»), «Подражание Мавлави» и другие не были простым подражанием. Шерали создал лучшие свои произведения, хотя и в традиционной форме, например, в форме газелей, рубаи и дубайти (четверостиший). Он писал стихи для простых людей, своих земляков.
Более сорока лет занимался литературным творчеством. В 1965 году стал членом Союза писателей Таджикской ССР, работал в газете «Комсомоли Тоҷикистон» («Комсомолец Таджикистана»), редактором на республиканском радио и литературном журнале «Садои Шарк»(«Голос Востока»). За цикл стихотворений «Вдохновение из «Шахнаме» он стал обладателем государственной премии имени А. Рудаки. В 1991 г. был удостоен звания Народного поэта Таджикистана, также стал обладателем международной премии «Нилуфар» («Лотос»). Переводил на таджикский язык произведения Сергея Есенина («Персидские мотивы», 1957, «Пора цветения», 1977), Янки Купалы («А кто там идёт?») и др.
Был председателем Международного фонда таджикско-персидского языка в Центральной Азии и его назвали Шах-поэтом Таджикистана. Выбранная коллекция его работ издана в Иране в 1994 г. Другая коллекция, «Rakh’s Spirit» издан в Иране в 1999 г. Мирзо Шукурзаде.
Умер 30 июня 2000 года, похоронен на мемориальном кладбище «Лучоб» в Душанбе, где ему установлен бюст. Ежегодно в Таджикистане проводятся стихотворные конкурсы посвященные поэзии Лоика Шерали.

## Награды и звания
- Народный поэт Таджикистана
- Государственная премия имени Рудаки
- Международная премия «Лотос»

## Сочинения
- Шерали, Л. // Полное собрание сочинений: в 2т. Сост. Бахриддин Ализода (Алави), Ромиш Шерали, Л. Шерали. — Худжанд, 2001. — Т. 1, кн.1. — 722с. (на тадж. яз.).
- Шерали, Л. // Полное собрание сочинений: в 2 т. — Душанбе: Адиб, 2008. - Т. 2: Поэзия. — 559 с. (на тадж. яз.).